# Abisoye Ajayi-Akinfolarin
Abisoye Ajayi-Akinfolarin (nascuda Abisoye Abosede Ajayi, 19 de maig de 1985) és una activista nigeriana dels drets de la dona. És la fundadora de Pearls Africa Youth Foundation, una organització no governamental que té com a objectiu educar les joves a les àrees subservides de Nigèria amb les habilitats de tecnologia. L'1 de novembre de 2018, Ajayi-Akinfolarin va ser nomenada un dels deu CNN Heroes de l'any 2018. També està proposada per a la 100 Women BBC.

## Primers anys i educació
Abisoye va néixer a Akure, la capital de l'estat d'Ondo a Nigèria. Va estudiar a l'Institut Nigerià d'Informació Tecnològica (NIIT) i més tard a la Universitat de Lagos, on va obtenir un grau en administració d'empreses.

## Carrera professional
Ajayi-Akinfolarin va començar la carrera professional treballant per a E. D. P Audit and Security Associates durant set anys, començant com a intern i ascendit al nivell de consultor associat. Treballant en tecnologia, Ajayi-Akinfolarin va descobrir una gran bretxa de gènere. Una enquesta estatal realitzada a Nigèria el 2013, va trobar que menys del 8% de les posicions professionals de gestió o tecnològiques són en mans de dones nigerianes. Volent ajudar a tancar aquesta bretxa i encoratjar més dones al seu camp, Ajayi-Akinfolarin va establir la seva pròpia organització sense ànim de lucre.
En 2012 Ajayi-Akinfolarin va fundar Pearls Africa Youth Foundation, una organització no governamental que ajuda les noies a desenvolupar habilitats tecnològiques a través de diversos programes com GirlsCoding, G.C Mentors, GirlsInSTEM i Empowered Hands. Des de 2012 l'organització ha format més de 400 dones joves en aquest camp.

## Premis i reconeixement
- CNN Hero of the Year award, 2018